# I Won't Tell You
«I Won't Tell You» es el tercer sencillo de Lacuna Coil de su quinto álbum de estudio Shallow Life. 
El sencillo fue lanzado en la radio el 6 de octubre de 2009 y salió al aire en las estaciones de radio KROQ-FM y WSUN-FM 97x. El sencillo no fue lanzado en formato físico y sólo posee descarga digital.

## Video musical
El video musical de "I Won't Tell You" fue dirigido por el director y productor italiano Roberto Cinardi con el seudónimo de Saku y se estrenó en la página oficial de MySpace de la banda el 12 de enero de 2010. El video fue filmado en Milán en BaseB el 5 de diciembre de 2009 y  fue producido por la compañía italiana Red Rum.
Andrea Ferro, el vocalista de la banda, reveló el concepto del video:

"La energía es la palabra clave para nuestro nuevo videoclip para la canción "I Won't Tell You". Una vez más, hemos estado trabajando con el director Saku, que anteriormente trabajó en "Spellbound" (y ganó un premio a la mejor edición). Por primera vez hemos invitado a nuestros fans a ser parte del clip y ser la atracción principal, junto con la banda. Trabajar codo con codo ha sido una experiencia muy valiosa y divertida, los fans fueron grandes actores y nunca seremos capaces de agradecer lo suficiente. Como digo es un video muy enérgico con algunos efectos especiales y un gran ambiente."

El director del videoclip, Saku dijo lo siguiente:

"Nos lo pasamos muy bien filmando el video. A pesar de la temperatura fría había un ambiente humano cálido y agradable entre la banda, los fans y mi tripulación. Estoy totalmente satisfecho con las imágenes, y Cristina y la banda fueron geniales, y me gusta la forma en que en el vídeo se mezcla la performance, los aficionados y los efectos "vampirescos"."

## Lista de canciones
Todas las letras escritas por Lacuna Coil, toda la música compuesta por Lacuna Coil. 
| Sencillo promocional |        |          |  |
| N.º                  | Título | Duración |  |

## Posición en las listas
| Lista (2009)                         | Posición |
| ------------------------------------ | -------- |
| Billboard Hot Mainstream Rock Tracks | 35       |

## Personal

### Lacuna Coil
- Cristina Scabbia — vocales
- Andrea Ferro — vocales
- Cristiano Migliore — guitarra
- Marco Biazzi — guitarra
- Marco Coti Zelati — bajo
- Cristiano Mozzati — batería

### Producción del videoclip
- Director: SaKu[5]
- Productor: SaKu, Alessia Tonellotto, Valentina Be
- Director de Fotografía Gianluca Catania
- Editor: SaKu
- Compañía productora: Red Rum